# Orgue de Sa Pobla
L'Orgue de Sa Pobla es troba a la Parròquia de Sant Antoni Abat, situada en la comarca del Raiguer, entre Muro, Llubí, Búger, Alcúdia i Pollença. Aquest orgue va ser construït per la família Caymari el 1717 al segle xviii. Durant aquests anys ha estat restaurat diverses vegades i s'ha convertit en un dels més ben conservats de tot Europa.

## Història
L'orgue de Sa Pobla amb el pas dels anys, va quedar en l'oblit, sobre l'any 1960 estava en molt mal estat, sonava malament i tenia la trompeteria espatllada, fallaven els registres i arran d'això es va decidir fer-ne la restauració.
El febrer de 1967 la Parròquia va adquirir un nou orgue electrònic per substituir l'antic orgue de l'església. Però entorn de l'any 1976 el constructor d'orgues Alemany Gerhard Grenzing es va encarregar de fer el primer pressupost per a poder restaurar l'orgue històric.
El 17 d'octubre de 1978 a l'Obra Cultural Balear de Sa Pobla es va fer la primera reunió per parlar sobre la restauració de l'orgue.
El desembre de 1978, el constructor Alemany Gerhard Grenzing va fer un nou pressupost en el qual explicava que començarien restaurant l'orgue menor que rebia el nom de cadireta.
El novembre de 1979, van parlar amb en Sebastià Salom que era el rector de l'església i el que van fer va ser comunicar-ho al poble i es van començar a rebre donatius i arran d'això van poder renovar contractes amb el constructor Gerhard Grenzing.
El setembre de 1980, la Parròquia va ser visitada per un organista francès, que va demanar per veure l'orgue i va considerar que es tractava d'un gran orgue amb grans valors artístics i històrics i això va entusiasmar el nou rector Joan Perelló.
En els mesos d'octubre, novembre i desembre de 1980 es va constituir una comissió per a la restauració de l'orgue: Joan Perelló, Bartomeu Siquier, Antoni Torrents, Antoni Caymari i Vicenta Asius. Es va fer propaganda a través de cartells per repartir-los per tot el poble i també es va obrir un compte bancari a favor de l'orgue amb l'objectiu de què el poble ajudés amb la restauració de l'orgue.
El 26 de gener de 1981 es va firmar el contracte amb Gerhard Grenzing per a la restauració de la Cadireta i va costar 693.200 pessetes, més despeses.
El desembre de 1981 es va desmuntar i el juliol de 1982 es van col·locar els tubs restaurats i li van posar un motor elèctric per a alimentar d'aire els secrets.
La Cadireta es va estrenar amb un petit concert del jove pianista pobler anomenat Miquel Bennàssar Bibiloni el dia 8 de desembre de 1982, que era el dia de la festa de la Immaculada.
Finalment amb els donatius de particulars i entitats de Sa Pobla sobre l'any 1985 el Consell Insular de Mallorca va concedir una subvenció d'un milió de pessetes per a la restauració de l'orgue històric. Amb aquest gran pas Antoni Torrens i Reynés van emprendre la restauració total de l'orgue major.
El dia 26 de febrer de 1986 es va firmar el contracte definitiu amb Gerhard Grenzing amb un pressupost de tres milions de pessetes, més despeses.
Entre el maig i juny de 1986 els treballadors de Gerhard Grenzing van desmuntar els tubs i secrets i van ser enviats al Papiol, a Barcelona, on tenien el seu taller per restaurar-los.
A l'octubre, novembre i desembre de 1986, quatre treballadors de Gerhard Grenzing van venir per fer-ne el muntatge i afinació de tots els tubs restaurats, dels secrets i dels tubs nous. L'orgue va rebre l'ampliació de tres-cents tubs nous i un teclat nou segons l'original.
L'orgue de Sa Pobla segons el constructor Gerhard Grenzing, és considerat un orgue barroc i és un dels pocs instruments que conserven l'estat originari i l'octava curta en tot Mallorca, l'instrument està compost per dos teclats manuals, el primer dels quals correspon a l'orgue menor o Cadireta i el segon a l'orgue major.
L'etapa de restauració va durar vora tres segles i actualment està en molt bon estat.

### Orgue major
L'orgue major consta dels tubs de la façana i l'interior del moble. A la mà esquerra es troben els registres de: Flautat Major, Flautat, Octava, Violó, Tapadet, Flautes Dobles, Gran Ple, Nassards, Trompeta Batalla, Trompeta Reial, Baixó, Regalia i Xeremia. A la mà dreta es troben els registres de: Flautat Major, Flautat, Octava, Violó, Tapadet, Gran Ple, Corneta, Trompeta Magna, Trompeta, Clarí, Trompeta Reial, Dolçaina i Regalia.

### Orgue de Cadireta o orgue menor
La cadireta és la part de l'orgue que està situada darrere l'organista on es troben els registres de: Flautat Tapat, Octava Tapada, Dinovena, Nassards/Corneta, Siurell i Saboyana. Tots aquests registres estan formats per tiradors, corredores i secrets, que són diferents.

### Funcionament
Els secrets són unes recambres on els vents produïts per les manxes (que és un aparell en aquest cas electrònic que genera vent a través dels tubs perquè es produeixi el so) van a parar, i que duen el vent fins als tubs mitjançant unes vàlvules que s'obrin i es tanquen per tal de poder produir el so que volem obtenir.